# Otto Dietrich
Pour les articles homonymes, voir Dietrich.
Otto Dietrich (Essen, 31 août 1897 – Düsseldorf, 22 novembre 1952) est le chef du service de presse (Reichspressechef) du Reich et un proche de Hitler.

## Biographie

### Première Guerre mondiale et études
Simple soldat lors de la Première Guerre mondiale, il reçoit la croix de fer (1re classe). Il étudie ensuite dans les universités de Munich, Francfort-sur-le-Main et Fribourg-en-Brisgau, où il obtient un doctorat en sciences politiques en 1921.

### Ascension au sein du NSDAP
Il adhère à l'idéologie nazie, et devient un membre du NSDAP presque immédiatement après sa création en 1919. Le 1er août 1931, il est nommé chef du service de presse du parti nazi, et rejoint la SS l'année suivante. En 1941, il se hisse au grade d'Obergruppenführer, et fait partie des dix-huit Reichsleiters du parti nazi.

### Chef du service de presse
Secrétaire d'État au ministère de la Propagande et attaché de presse d'Hitler, les instructions à la presse pouvaient entrainer une certaine concurrence entre lui et Joseph Goebbels. Ses interventions quotidiennes « Tagesparole » (« thème du jour ») ciblent sans détour l'ennemi judéo-bolchevik. Ainsi, le 5 juillet 1941 : « La plus grande escroquerie de tous les temps est désormais démasquée et révélée : le paradis des ouvriers n'est qu'une gigantesque imposture [...] le Juif a plongé les peuples de l'URSS dans cette misère indescriptible au moyen de son diabolique système bolchévique ».
Dietrich garde la confiance du Führer pendant tout le Troisième Reich, jusqu'à ce que Hitler le destitue à la suite d'un différend vers la fin de la guerre. En fait, avec le secret dû à la guerre, Dietrich ne connaissait pas toujours les intentions réelles de Hitler, ne faisant pas partie du « premier cercle ».

### Après-guerre
En l'absence de Goebbels (pour cause de suicide familial), Dietrich aurait bien mieux représenté la propagande nazie au procès de Nuremberg que Hans Fritzsche, bureaucrate subalterne du ministère de la Propagande. On ignore pourquoi il n'y fut pas cité à comparaître, alors qu'il était pourtant prisonnier des Alliés au moment de sa préparation. Dietrich ne comparut donc que dans les seconds procès, lors du procès des Ministères, et fut condamné à 7 ans de prison pour crimes contre l'humanité et appartenance à une organisation criminelle, la SS. En captivité il écrit un livre (Hitler comme je l'ai connu), très critique sur la personnalité de Hitler et dénonçant les crimes commis au nom du nazisme.